# Ray Cooper
Raymond Thomas "Ray" Cooper (Watford, 19 de setembro de 1947) é um percussionista inglês. Além de percussionista, trabalha como ator ocasional. Trabalhou com várias bandas e artistas, incluindo George Harrison , Billy Joel , Rick Wakeman , Eric Clapton e Elton John .  Por duas décadas, ele aperfeiçoou sua técnica; Na década de 1990, reinventou seu estilo, adicionando os rototons, tímpanos, um carrilhão enorme e 3 pratos, além de diversos tipos de baquetas. Ele é conhecido pelos 7 minutos de solo de percussão que realizou durante os anos 1988-1992 para Eric Clapton, durante o ano de 1994 em todos os shows Face to Face com Billy Joel e Elton John, e com a banda de Elton John durante os anos de 1993-1995. Ray também gravou com os The Rolling Stones no álbum 's Only Rock'n Roll

## Vida e carreira
Cooper nasceu em Watford , Hertfordshire, Reino Unido. É mais conhecido pelo longo trabalho com Elton John, com quem toca percussão desde 1974, além de tocar em álbuns e shows com  George Harrison (inclusive tocando no Concert for George) e Eric Clapton.
Cooper teve um curto período de tempo com The Rolling Stones tocando percussão para seu álbum 1974 's Only Rock'n Roll . Mais tarde, naquela década, gravou com George Harrison, Kinks , Wings e Art Garfunkel .
No final da década de 1970, Cooper fez uma turnê somente ele e Elton John, onde Elton tocava um set solo e depois Cooper surgia na percussão para a segunda parte dos shows. A turnê incluiu concertos históricos na Rússia (1979)(época em que o país era comunista). Cooper foi se tornando o membro mais querido pelos fãs de Elton John por sua energia expressiva e seus incríveis solos, sempre roubando as cenas do show. O sucesso da turnê "Solo" com Elton John foi repetido em 1993-1994, quando ele e Elton John trouxeram seu espetáculo em dupla os Estados Unidos, além de um concerto em Sun City, na África do Sul. Durante esse tempo, Cooper também se apresentou no concerto do Disney Channel , Uma Noite Especial com Elton John, gravado em setembro de 1994 no Greek Theatre, em Los Angeles.
A relação de Ray com os Rolling Stones continuou nos anos 80. Em 1981, ele contribuiu para o terceiro álbum solo de Bill Wyman . Em 1983, ele participou de uma curta turnê para  Ronnie Lane ARMS Charity Concert junto com Eric Clapton, Jimmy Page , Jeff Beck e outros artistas, incluindo Bill Wyman e Charlie Watts . Cooper apareceu no álbum solo de Christine McVie em 1984. Em 1985, Cooper apareceu no álbum Mick Jagger Ela é a chefe  e no álbum de Bill Wyman Willie & The Poor Boys . Também em 1985, Cooper se apresentaria como percussionista para vários artistas durante um evento de caridade.
Ele é notável por sua intensa, diferenciada e complexa percussão e solos para Eric Clapton (1988-1992), Elton John (1974-hoje). Em 1992, ele foi o percussionista do álbum Unplugged, de Eric Clapton e também em 2002 no Concert for George , uma homenagem ao falecido ex Beatle George Harrison, com quem Ray tocara em álbuns e shows, além de ser muito amigo do guitarrista (ele também serviu como produtor do filme). Em 1997, atuou no concerto Music for Montserrat e pode ser visto no DVD do evento. Ele contribuiu para o concerto em homenagem ao baterista Jim Capaldi em janeiro de 2007. Ele também trabalhou no álbum de Katie Melua Pictures (2007).
Durante 1994 e 1995, nos shows "Face to Face" com Billy Joel e Elton John, Elton  tocou " Saturday Night's Alright for Fighting ", que então fluiu em um solo de percussão de Ray. Cooper executaria um percussão de 7 minutos / solo de bateria, no final do qual ele iria completar um "360" na bateria. Ele iria quebrar três conjuntos de bateria por movimentos repetitivos, extremamente rápidos, liderar o público em um canto, em seguida, bater um gongo gigante nove vezes enquanto John fechou o segmento com "Pinball Wizard". Na turnê "Evening With Elton John e Ray Cooper" de 1995, os dois se apresentaram na Argentina, Brasil, Colômbia, Venezuela e Costa Rica, onde Elton fez um conjunto solo de canções, depois se juntou Cooper na percussão para a segunda parte do espetáculo.
Em cada turnê de 1990, Eric Clapton e a banda tocaram "Sunshine of your Love", que então fluía claramente em um pequeno solo de bateria de um minuto de Steve Ferrone (baterista da banda de Clapton na turnê), depois em um de 7 minutos de Ray Cooper sobre o pandeiro, congas e gongo. No meio do solo, ele levou o público a um canto que durou cerca de um minuto, depois terminou o solo rasgando as congas com as mãos e quebrando o gongo depois de atingi-lo 10 vezes. A banda então se juntou à música, que completou o show.

## Papéis ativos
Ele também trabalhou em filmes, interpretando pequenos papéis como o pregador do filme de Robert Altman , Popeye (1980), estrelado por Robin Williams e Shelley Duvall . Ele também produziu e tocou música em várias produções de Terry Gilliam , aparecendo na tela em papéis peculiares como o técnico que bate o besouro no início do filme de 1985 de Gilliam Brasil e como o funcionário sussurrando no ouvido de Jonathan Pryce ' S Ordinary Horatio personagem de Jackson em 1989's The Adventures of Baron Munchausen . Ele também apareceu no "Concerto para Cascara" no filme de 1985 Water ,
O papel de Albert Arthur Moxey na série de televisão de sucesso Auf Wiedersehen, Pet foi escrito para Cooper pelos amigos Dick Clement e Ian La Frenais , com o personagem originalmente concebido como um irlandês, depois Cooper manifestou interesse em se tornar um ator. No entanto, o papel foi dado a Christopher Fairbank , que optou por interpretá -lo como um scouser , devido a Cooper não conseguir chegar à audição. O personagem de Moxey foi dado apenas linhas limitadas e screentime na primeira série de "Pet", devido à inexperiência atuando de Cooper. [ Citação necessário ]

## Trabalhos recentes
No início de 2012, Elton John e Ray Cooper realizaram uma pequena série exclusiva de shows fora dos EUA. Esta é a primeira vez desde 1995 que Cooper e John viajaram juntos sem uma banda. 
Em 2011, Elton John anunciou que começaria o espetáculo The Million Dollar Piano Show, que acontece no hotel e cassino Caesers Palace, em Las Vegas, onde John toca um piano de 1 milhão de dólares, produzido pela Yamaha. O show conta com a participação especial de Ray, que participa de alguns hits como Levon, Don't Let The Sun Go Down On Me e Philadelphia Freedom, porém, recebe maior destaque nas músicas Better off dead e Indian Sunset,que foram escolhidas pelo próprio Elton John para tocar em dupla com o percussionista. 
Elton John lançou em 2015-2016 o novo álbum Wonderful Crazy Night, que contou com o retorno de Cooper aos estúdios com Elton, além da participação dele no tour que lançaria as músicas do álbum junto com outros hits, participando de shows na Inglaterra e nos Estados Unidos. De acordo com o site oficial de Elton, ele teria se certificado de trazer Cooper para tocar o pandeiro na música Tambourine (pandeiro em ingles) e no áudio original é possível perceber muito bem o pandeiro sendo tocado por ele.